# Hřbitov Zámeček
Hřbitov Zámeček je hřbitov v Hradci Králové, při kostelu sv. Jana Křtitele v Třebši, na Kopci sv. Jana.

## Pohřbené osobnosti
- Ladislav Jan Pospíšil, politik, spisovatel, náměstek starosty města
- Jan Květoslav Klumpar, pedagog, dlouholetý ředitel gymnázia[2][3][4]
- Jan Nepomuk Eiselt, krajský fysik (hygienik), lékař a historický spisovatel 19. století
- Bohumila Klimšová, spisovatelka, propagátorka ženských ručních prací
- Josef Michal, učitel, autor sbírky písní a tanců z Královéhradecka
- Karel Collino, purkmistr Hradce Králové
- Jan Jelínek, člen revolučního hnutí z roku 1848
- K. Machek, literát, který zpracoval místní pověsti[5]
- Antonín Helvich, spisovatel dějin hradeckého pivovaru
- Theodor Peřina, Ředitel Jednoty divadelních ochotníků Klicpera, režisér a ochotnický herec[6]

Malá část hřbitova je věnována vojenským činitelům včetně velitele hradecké pevnosti Wolfganga Laimla von Dediny.